# Jerzy Synowiec (chemik)
Jerzy Józef Synowiec (ur. 25 lutego 1921 w Mysłowicach, zm. w lutym 2020) – polski chemik, prof. dr hab. inż.

## Życiorys
W 1950 ukończył studia chemiczne w Politechnice Śląskiej. Obronił pracę doktorską, następnie uzyskał stopień doktora habilitowanego. W 1974 nadano mu tytuł profesora w zakresie nauk chemicznych. Pracował w Instytucie Chemii Nieorganicznej w Gliwicach.
Zmarł w lutym 2020.